# مانفريد فيشر (لاعب كرة قدم)
مانفريد فيشر (بالألمانية: Manfred Fischer)‏ هو لاعب كرة قدم نمساوي، ولد في 6 أغسطس 1995 في النمسا. لعب مع 1. Wiener Neustädter SC ‏.

## وصلات خارجية
- مانفريد فيشر على موقع قاعدة بيانات كرة القدم.إي يو (الإنجليزية)
- مانفريد فيشر على موقع Soccerway.com (الإنجليزية)
- مانفريد فيشر على موقع عالم كرة القدم.نت (الإنجليزية)